# Amarillo

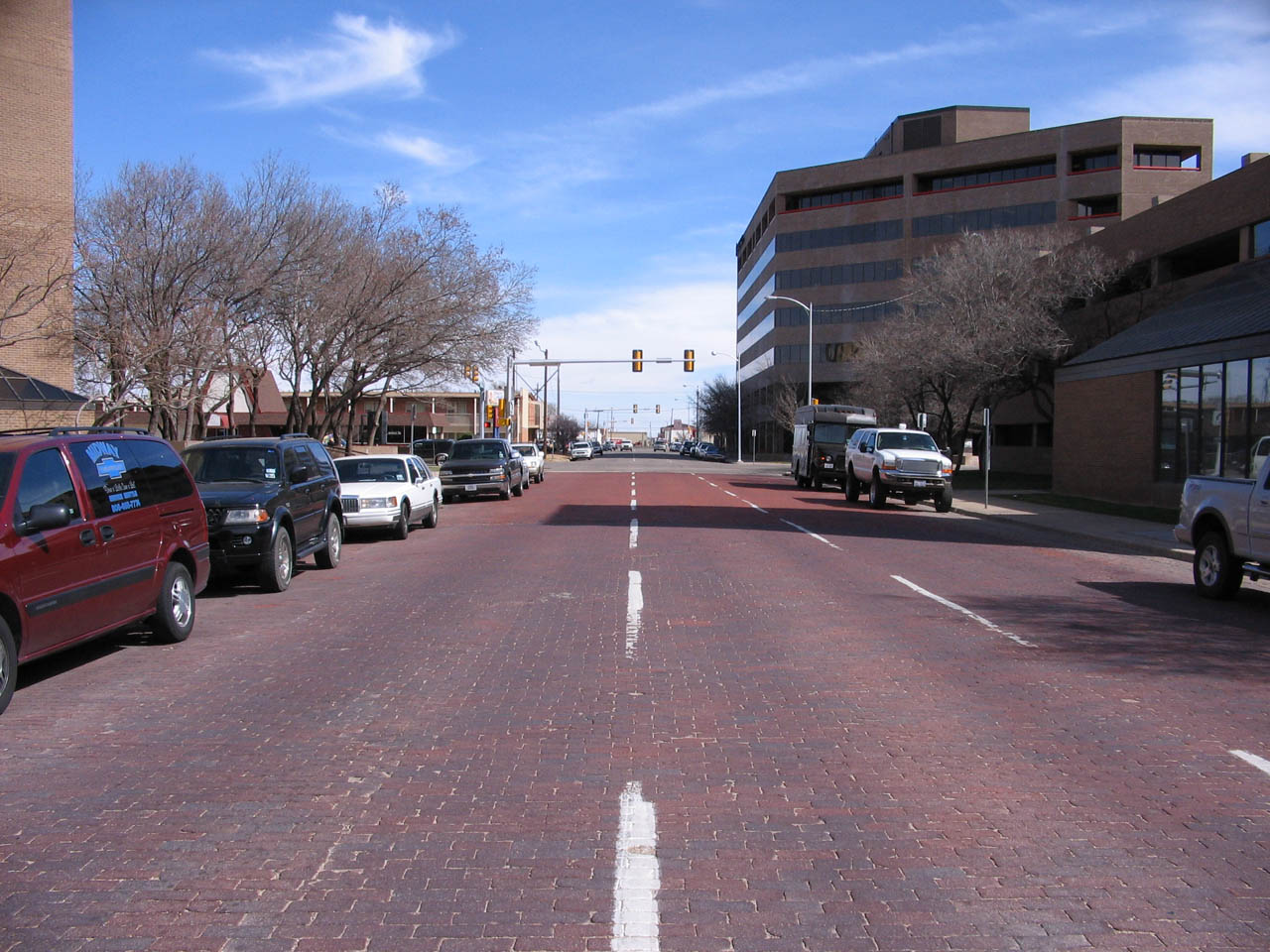
En av Amarillos kullerstensgator

Amarillo är en stad i Texas i USA. Staden, som är huvudort i Potter County, ligger i det så kallade Texas Panhandle i den norra delen av delstaten. En del av staden sträcker sig in i Randall County. Invånarantalet år 2000 var 173 627. Amarillo metropolitan area har dock en uppskattad folkmängd på 236 113 personer, i fyra countyn.
I staden finns Helium Centennial Time Columns Monument ett monument från 1968 innehållande fyra tidskapslar.
I utkanten av Amarillo ligger Cadillac Ranch.